# Avren (Kroumovgrad)
Pour les articles homonymes, voir Avren.
Avrén (Аврен en bulgare) est un village du sud de la Bulgarie.

## Géographie
Avrén est situé dans le sud de la Bulgarie, très près de la frontière avec la Grèce. La localité fait partie de la Kroumovgrad, qui est incluse dans la région de Kardjali.